# 元緒
元绪，字绍宗，是河南洛阳人，明元皇帝的曾孙。卫大将军、简王元梁的长子。

## 为人
元绪从小恭敬孝顺，饱览群书，特别喜欢《诗经》和《礼记》，性情宽厚缜密，喜好清静朴素，不慕名利，雍容自得，不与权贵深交，有傲气的人都把他视作奇人，天下人皆赞叹他。

## 生平

### 仕途
景明初年，元绪被任宗正卿，无法推辞便接受职务。在职期间，使皇室内外和谐。后又任龙骧将军、洛州刺史等职务。

### 逝世
五十九岁时元绪患病，二月辛卯朔八日戊戌在州之中堂去世，他的臣子和僚属为之大哭，他的人民就好像失去了父母。四月二十七日，迁其灵柩到东都，官吏百姓感念留恋，有两千多人哭着为其送行，诸王也派遣候、宾迎接，送行队伍的车盖接连不断。五月二十七日抵达京师，朝廷同情怜惜，国君悼怀，明帝于是下诏追赠本官，给他家赠送许多钱财衣物之类的优厚礼品。。